# Semrush
Semrush est une société de logiciels en tant que service (SaaS) basée à Boston, proposant des abonnements à son logiciel de visibilité en ligne et d’analyse marketing,,,. Semrush a été fondé par Oleg Shchegolev et Dmitry Melnikov en tant qu'outil de référencement et une extension de navigateur, avant l'adoption du modèle SaaS. Le logiciel fournit des données d'analyse, concernant notamment le trafic des sites Internet, le montant du CPC des mots clés Google Ads, l'audit des sites, la recherche de sujets, la génération de leads et d'autres données liées au référencement,,.
Les clients de la société sont notamment eBay, Quora, Booking.com, Hewlett Packard Enterprise et BNP Paribas.
De nombreuses agences de marketing se servent de Semrush dans leur processus de reporting. Le logiciel propose en effet une fonctionnalité de création de rapports personnalisables qu'il est possible d'envoyer directement par Courriel.

## Histoire
Oleg Shchegolev et Dmitry Melnikov étaient au départ de simples passionnés de référencement, intéressés par les développements de l'industrie et les nouvelles technologies, et souhaitaient créer un outil permettant d'identifier les tendances du marché et les meilleures pratiques de l'industrie. Après avoir partagé leurs premières découvertes avec des amis et des influenceurs locaux, l'outil a commencé à gagner en popularité grâce au bouche-à-oreille, et une communauté d'influenceurs s'est développée.
Le logiciel a été lancé sous le nom de Seodigger avant de devenir une extension de Firefox, puis a été renommé SeoQuake Company en 2007  et enfin SEMrush. L'entreprise est composée de plus de 650 employés travaillant dans des bureaux à Boston, à Philadelphie, en République tchèque, à Chypre et en Russie. En 2016, le logiciel a franchi la barre du million d'utilisateurs avec des clients dans plus de 100 pays.
En avril 2018, la société a reçu 40 millions de dollars de financement dans le cadre d'une opération de financement co-dirigée par les sociétés de capital-risque Greycroft, e.ventures et Siguler Guff, en vue de son expansion sur diverses plates-formes de recherche, notamment celles appartenant à Amazon, Microsoft et Baidu,.
Fin 2020, la société met à jour sa marque. "SEMrush" devient "Semrush", le logo est remplacé, la communication générale également. L'entreprise compte alors plus de 1 000 employés dans plus de 5 pays.
En mars 2021, Semrush a annoncé qu’elle avait déposé une déclaration d’enregistrement relative à la proposition d’une première offre publique. Le formulaire S-1 disait que la société avait un chiffre d’affaires de 125 millions de dollars et que la société avait plus de 67 000 clients.

## Prix
- Meilleure suite logicielle de référencement aux US Search Awards 2019 [14]
- Meilleure suite logicielle de référencement aux UK Search Awards 2018 [15],[16]

## Voir également
- Google Analytics
- SEO
- SEA
- Référencement